# 香港法例
《香港法例》是香港現存的成文法法例編彙。由於香港的法律制度以普通法為依歸，對於有爭議的案例或有必要遵守的規定，都會以成文法形式頒佈並實行。

## 簡介
香港政治制度為行政主導及司法獨立。
1. 《香港法例》由律政司法律草擬科負責草擬、或由立法會議員以私人草案的方式提交，並由立法會通過法例。
2. 香港司法機構行使司法權。
3. 香港特區政府各相關部門行政執法。

而1997年香港主權移交後，立法會議員提交私人草案比立法局議員困難，撰寫法例的責任就落在律政司法律草擬專員身上。

## 法律种类

### 香港特別行政區基本法
《基本法》是香港特別行政區的憲制性文件，訂明「一國兩制」、「高度自治」和「港人治港」等理念，亦訂明了在香港實行制度。內容包括：
- 正文，包括九個章節、160條條文
- 附件一：訂明香港特別行政區行政長官的產生辦法
- 附件二：訂明香港特別行政區立法會的產生辦法和表決程序
- 附件三：列明在香港特別行政區實施的全國法律[2]

### 全國性法律
列在《基本法》附件三的全國性法律，例如《中华人民共和国香港特别行政区维护国家安全法》，由行政長官刊憲公佈或由政府提交立法會進行本地立法，在香港特别行政區實施。

### 立法
根據《基本法》第十七條，香港特別行政區享有立法權。立法會是香港的立法機關，負責審議及制定法律。
香港立法會制定的法律須報全國人民代表大會常務委員會備案，備案不影響該法律的生效。全國人民代表大會常務委員會在徵詢其所屬的香港特別行政區基本法委員會後，如認為香港特別行政區立法機關制定的任何法律不符合《基本法》關於中央管理的事務及中央和香港特別行政區的關係的條款，可將有關法律發回，但不作修改。經全國人民代表大會常務委員會發回的法律立即失效。該法律的失效，除香港特別行政區的法律另有規定外，無溯及力。

### 主權移交前法律
根據《基本法》附則，香港原有法律（包括主權移交前立法局設立的法律等）除由中華人民共和國全國人民代表大會常務委員會宣佈為牴觸《基本法》者外，其他都可以保留。而普通法不可凌駕于《基本法》之上。

### 國際公約
根據《基本法》第一百五十三條，主權移交前香港參與的國際公約仍可繼續適用。而中華人民共和國所簽署的國際公約，在徵詢特區政府的意見後，可以决定是否延伸到香港特區。香港特區在國家授權下可在適當領域單獨對外締結有關的雙邊或多邊協議。

## 外部連結
- 律政司電子版香港法例 （页面存档备份，存于）：《香港法例》的網上版本。
- 香港法例內容 （页面存档备份，存于）
- 香港基本法草擬過程資料庫 （页面存档备份，存于） - 香港大學圖書館數碼化計劃項目
- 香港法律資訊研究中心 （页面存档备份，存于）

## 參见
- 香港法律制度
- 香港條例列表
- 《大清律例》